# Addeen Idrakie
Addeen Idrakie, né le 5 janvier 1994 à Kuala Lumpur, est un joueur de squash professionnel représentant la Malaisie. Il atteint en octobre 2023, la 61e place mondiale, son meilleur classement.

## Biographie
Il est champion d'Asie par équipes en 2021 et en 2024,.

## Palmarès

### Titres
- Championnats de Malaisie : 2024
- Championnats d'Asie par équipes :  2 titres (2021, 2024)